# Spariolenus taeniatus
Spariolenus taeniatus là một loài nhện trong họ Sparassidae.
Loài này thuộc chi Spariolenus. Spariolenus taeniatus được Tord Tamerlan Teodor Thorell miêu tả năm 1890.